# کارل هاینز گرانیتزا
کارل هاینز گرانیتزا (انگلیسی: Karl-Heinz Granitza؛ زادهٔ ۱ نوامبر ۱۹۵۱) بازیکن فوتبال اهل آلمان است.
از باشگاه‌هایی که در آن بازی کرده‌است می‌توان به باشگاه فوتبال هرتابرلین اشاره کرد.